# 苏州市第六中学校
苏州市第六中学校（江苏省苏州艺术高级中学校）位于苏州市姑苏区东北街132号，是中国国家级示范性普通高中，也是江苏省唯一一所省级艺术特色高中。该学校始建于1940年，校内建有“苏州图书馆青少年艺术教育分馆”、“德善书院”等场馆。